# Електра (Плејада)
Електра (стгрч. Ἠλέκτρα, Ēléktra), у грчкој митологији једна од седам Плејада, кћерки Атласа и Плијоне, кћерке Океана и Тетиде.

## Митологија
Када су њихове посестриме Хијаде умрле од туге за својим мртвим братом Хијантом, одузелу су себи живот од жалости, а бог Зевс их је све претворио у звезде, а било их је седам сестара Плејада:
- Маја
- Меропа
- Електра
- Тајгета
- Алкиона
- Келено
- Стеропа

Електру, или „Ћилибар“, „Блистава“, „Сјајна“, је Зевс, који је за њом жудео довео на Олимп, где је она покушала да се одбрани од његовог напаствовања сакривши се иза паладијума - дрвеног лика Атине, пријатељице из детињства. Зевс је у бесу бацио паладијум са небеса и напаствовао Електру на острву Самотрака. Електра је тако постала мајка Дардана, утемељивача тројанске династије, и Јасиона.
Јасион је био љубавник богиње Деметре, која га је научила ратарству и пољопривреди, а имали су и сина Плута. Аполодор, пише, да је Јасион хтео да силује Деметру па га је погодио гром. Жалећи за својим братом Дардан је напустио Самотраку и упутио се на исток, где се населио око планине Иде.
Када су Плејаде стављане у звезде, Електрина звезда је била најтамнија јер је крила лице, оплакујући смрт свог сина Дардана.